# Bezirksrabbinat Sulzburg
Das Bezirksrabbinat Sulzburg entstand 1827 in Sulzburg in Baden und war eines von 15 Bezirksrabbinaten, die auch als Bezirkssynagogen bezeichnet wurden. 1887 wurde das Rabbinat nach Freiburg im Breisgau verlegt.
Die Bezirksrabbinate waren dem Oberrat der Israeliten Badens unmittelbar unterstellt. Vorsteher waren der Bezirksrabbiner und der Bezirksälteste. In Angelegenheiten des Rabbinatsbezirks mussten einmal jährlich alle Ortsältesten gehört werden. Der Bezirksrabbiner führte den Vorsitz.

## Aufgaben
Die Aufgaben umfassten den Vollzug der landesherrlichen Verordnungen, die Verkündigung und den Vollzug der Verordnungen der Oberkirchenbehörde, Beratungen über Schulangelegenheiten, die Verwaltung von Stiftungen und die Verteilung von Almosen. Zur Finanzierung der Bezirksrabbinate wurden Umlagen von den einzelnen jüdischen Gemeinden bezahlt.

## Gemeinden des Rabbinatsbezirks
- Jüdische Gemeinde Kirchen (Efringen-Kirchen)
- Jüdische Gemeinde Lörrach
- Jüdische Gemeinde Müllheim (Baden)
- Jüdische Gemeinde Sulzburg
- Jüdische Gemeinde Tiengen (Waldshut-Tiengen)

## Bezirksrabbiner
- 1827 bis 1831 Abraham Weil
- 1832 bis 1886 Emanuel Dreyfuß